# North American Post
The North American Post (北米報知 Hokubei Höchi) é um jornal com sede em Seattle, distrito internacional de Washington, Estados Unidos. Foi fundado em 1902 e é o maior e mais antigo jornal em língua japonesa publicado no noroeste do Pacífico.

## História
Originalmente chamado de Hokubei JiJi (The North American Times), o jornal foi publicado diariamente de 1902 até 1942, quando ele e dois outros jornais japoneses locais deixaram de ser publicados, devido ao internamento de membros de sua equipe e  de leitores principais. Em 1946, o O jornal foi reiniciado com o nome de Hokubei Hochi (The North American Post) e seu editor foi Sadahiko Ikoma.
De 1946 até o final do ano de 1948, o North American Post foi publicado semanalmente e depois passou para a periodicidade de  três vezes por semana. Em março de 1950, passou a ser publicado cinco dias por semana. Décadas depois, em março de 1981, o jornal reduziu sua frequência para três por semana, e depois duas, onde a edição de sábado apenas em língua japonesa e a edição de quarta-feira com seções em inglês e japonês.
Através do trabalho da Fundação Hokubei Hochi, das Bibliotecas da Universidade de Washigton e também de iniciativas digitais, em 16 de novembro de 2015, foi anunciado pela Fundação Hokubei Hochi, a disponibilização online das edições digitais do Hokubei Jiji (North American Times) e Hokubei Hochi (North American Post).